# Bardsragujn chumb 2007
La Bardsragujn chumb 2007 è stato la 16ª edizione del campionato di calcio armeno, disputato tra il 14 aprile e il 10 novembre 2007 e concluso con la vittoria del P'yownik al suo decimo titolo.
Capocannoniere del torneo fu Marcos Pizzelli (Ararat Yerevan) con 22 reti.

## Formula
Le squadre partecipanti avrebbero dovuto essere 9 ma prima dell'inizio della stagione la neopromossa Lernayin Artsakh si sciolse. Le rimanenti 8 si affrontarono in un doppio turno di andata e ritorno per un totale di 28 partite e non furono previste retrocessioni.
La squadra campione si qualificò alla UEFA Champions League 2008-2009, la seconda classificata alla Coppa UEFA 2008-2009 e la terza alla Coppa Intertoto 2008.
Il Mika Ashtarak si trasferì nella capitale e cambiò nome in MIKA Yerevan.

## Squadre partecipanti
| Club        | Città  | Stadio | Posizione 2006     |
| ----------- | ------ | ------ | ------------------ |
| Širak       | Gyumri |        | 7°                 |
| Banants     | Kotayk |        | 2°                 |
| Kilikia     | Erevan |        | 6°                 |
| Ararat      | Erevan |        | 4°                 |
| Mika Erevan | Erevan |        | 3°                 |
| Ulisses     | Erevan |        | 8°                 |
| P'yownik    | Erevan |        | Campione d'Armenia |
| Ganjasar    | Kapan  |        | 5°                 |

## Classifica finale
|                    | Pos. | Squadra     | Pt | G  | V  | N | P  | GF | GS | DR  |
| ------------------ | ---- | ----------- | -- | -- | -- | - | -- | -- | -- | --- |
| Armenia (bandiera) | 1.   | P'yownik    | 57 | 28 | 18 | 3 | 7  | 58 | 22 | +36 |
|                    | 2.   | Banants     | 52 | 28 | 16 | 4 | 8  | 56 | 26 | +30 |
|                    | 3.   | Mika Erevan | 50 | 28 | 14 | 8 | 6  | 42 | 24 | +18 |
|                    | 4.   | Ararat      | 49 | 28 | 15 | 4 | 9  | 49 | 42 | +7  |
|                    | 5.   | Ganjasar    | 39 | 28 | 11 | 6 | 11 | 35 | 31 | +4  |
|                    | 6.   | Širak       | 34 | 28 | 9  | 7 | 12 | 27 | 37 | -10 |
|                    | 7.   | Ulisses     | 30 | 28 | 8  | 6 | 14 | 21 | 46 | -25 |
|                    | 8.   | Kilikia     | 5  | 28 | 1  | 2 | 25 | 10 | 70 | -60 |

Legenda:

      Campione di Armenia e ammessa alla Champions League
      Ammessa alla Coppa UEFA
      Ammessa alla Coppa Intertoto
Note:

Tre punti a vittoria, uno a pareggio, zero a sconfitta.

### Verdetti
- P'yownik Campione d'Armenia e ammesso alla UEFA Champions League 2008-2009
- Ararat ammesso alla Coppa UEFA 2008-2009
- Mika Erevan ammesso alla Coppa Intertoto 2008

## Classifica marcatori
| Gol |  |  | Giocatore         | Squadra  |
| --- |  |  | ----------------- | -------- |
| 22  |  |  | Marcos Pizzelli   | Ararat   |
| 15  |  |  | Arsene Balabekyan | Banants  |
| 12  |  |  | Henrik Mkhitaryan | P'yownik |
| 12  |  |  | Gevorg Ghazaryan  | Banants  |
| 10  |  |  | Levon Pachajyan   | P'yownik |
| 10  |  |  | Samvel Melkonyan  | Banants  |